# John Fremont Hill
John Fremont Hill, född 29 oktober 1855 i Eliot i Maine, död 12 mars 1912 i Boston i Massachusetts, var en amerikansk republikansk politiker. Han var Maines guvernör 1901–1905.
Hill avlade 1877 läkarexamen vid Maine Medical School i Brunswick. Efter ett år som läkare valde han förlagsvärlden där han drev ett företag tillsammans med svärfadern P.O. Vickery. Deras förlag blev sedan känt under namnet Vickery and Hill Publishing Company. Hill satt i Maines representanthus 1889–1892 och i Maines senat 1893–1897.
År 1880 hade Hill ingått sitt första äktenskap med Lizzie G. Vickery som avled 1893. År 1897 gifte han om sig med en änka, Laura Liggett, som var dotter till politikern Norman Jay Colman.
Hill efterträdde 1901 Llewellyn Powers som guvernör och efterträddes 1905 av William T. Cobb. Han var ordförande i republikanernas federala partistyrelse Republican National Committee från 1909 fram till sin död.